# Franz Kleinhappel
Franz Kleinhappel, avstrijski vojaški zdravnik in general, * 1896, † 1991.

## Življenjepis
Kleinhappel je diplomiral na graški Medicinski fakulteti, specializacijo iz kirurgije pa je opravil v Gradcu, Innsbrucku in na Dunaju. 
Leta 1942 se je pridružil NOVJ in delal v partizanskih bolnicah na Hrvaškem. Po vojni je ostal v Zagrebu, kjer je bil glavni kirurg Armadne bolnice. Umrl je leta 1991.